# Elaine Hatfield
Elaine Catherine Hatfield (* 22. Oktober 1937 in Detroit) ist eine US-amerikanische Psychologin und Sexualwissenschaftlerin.

## Leben
Elaine Hatfield studierte an der University of Michigan die Fächer Englisch und Psychologie, die sie 1959 mit einem Bachelor abschloss. Sie promovierte 1963 an der Stanford University. Danach war sie Associate Professor an den Universitäten von Minnesota und Rochester, ab 1967 bis 1981 an der University of Wisconsin. Im Jahr 1972 war sie als Gastwissenschaftlerin an der Universität Mannheim tätig.
Seit 1981 lehrt sie als Professorin an der University of Hawaii. 1998/99 war sie Präsidentin der Society for the Scientific Study of Sex (SSSS). Für ihre Forschungen und Publikationen erhielt sie zahlreiche Auszeichnungen. Sie ist mit dem Historiker und Psychotherapeuten Richard Rapson (* 1937) verheiratet.
Neben ihren wissenschaftlichen Publikationen hat sie auch, z. T. gemeinsam mit ihrem Mann, Romane, Kurzgeschichten und Gedichte veröffentlicht.

## Forschung
In den späten 1960er Jahren forschte Hatfield gemeinsam mit Ellen Berscheid u. a. auf dem Gebiet der zwischenmenschlichen Attraktivitätswahrnehmung.
Besondere Aufmerksamkeit erregte ihr gemeinsam mit Russell Clark in den Jahren 1978 und 1982 an der University of Florida durchgeführtes Experiment über „Geschlechtsunterschiede in der Bereitschaft, auf sexuelle Angebote einzugehen“, dessen Resultat 1989 publiziert wurde. Studentinnen und Studenten eines Psychologieseminars, die als etwa durchschnittlich attraktiv eingeschätzt wurden, fungierten als Lockvögel und sprachen alleine über den Campus gehende Studierende des jeweils anderen Geschlechts an; dabei verwendeten sie drei verschiedene Fragen. Alle begannen mit den Sätzen: „Du bist mir hier auf dem Campus aufgefallen. Ich finde Dich sehr attraktiv.“ Dann folgte eine der Fragen: 1. „Magst Du mit mir ausgehen?“, 2. „Magst Du mit auf mein Appartement kommen“, 3. „Magst Du mit mir ins Bett gehen?“.
Während auf Frage 1 noch 53 % der Frauen und 50 % der Männer mit ja antworteten, fiel bei den Fragen 2 und 3 das Resultat bei Männern und Frauen sehr verschieden aus. Von den Männern waren 69 % bereit, mit aufs Appartement zu kommen, 72 % mit dem weiblichen Lockvogel ins Bett zu gehen. Von den Frauen wollten nur 3 % mit aufs Appartement kommen, keine einzige wollte mit dem männlichen Lockvogel ins Bett gehen. Neben dem deutlichen Unterschied zwischen Männern und Frauen in der Bereitschaft zu spontanem Sex mit einem Fremden fällt auf, dass es offenbar für eine Frau leichter ist, einen Mann ins Bett zu bekommen, als ihn zum gemeinsamen Ausgehen zu motivieren. Auf eine Deutung dieser Resultate als Folge biologischer oder kultureller Unterschiede legten sich Clark und Hatfield nicht fest. Andere Autoren haben diese Geschlechtsunterschiede im Sinne der Evolutionären Psychologie als überwiegend biologisch bedingt gedeutet: Männer könnten durch sexuelle Kontakte mit fremden Frauen zusätzliche Kinder bekommen, für Frauen sei die Zahl der Kinder, die sie bekommen können begrenzt, so dass sie sich ihre Sexualpartner gut aussuchen müssen.
Seit Mitte der 1980er Jahre forscht sie gemeinsam mit ihrem Ehemann Richard Rapson zu Themen wie dem kulturellen Einfluss auf Liebesbeziehungen sowie die Veränderungen innerhalb langjähriger
Liebesbeziehungen. Weitere Forschungsgebiete Hatfields sind Gefühle sowie die Equity-Theorie.

## Schriften
Die folgende Liste enthält nur eine kleine Auswahl aus den über 200 Publikationen von E. Hatfield. Eine vollständige Liste steht auf ihrer Homepage (s. u.).
- mit Ellen Berscheid: Interpersonal attraction. Addison-Wesley, Reading MA u. a. 1969, (2. Auflage. ebenda 1978, ISBN 0-201-00569-7).
- mit Mary K. Utne, Jane Traupmann: Equity-Theorie und intime Sozialbeziehungen. In: Gerold Mikula, Wolfgang Stroebe (Hrsg.): Sympathie, Freundschaft und Ehe. Psychologische Grundlagen zwischenmenschlicher Beziehungen. Huber, Bern u. a. 1977, ISBN 3-456-80391-5, S. 193–220.
- mit  G. William Walster: The social psychology of jealousy. In: Gordon Clanton, Lynn G. Smith (Hrsg.): Jealousy. Prentice-Hall, Englewood Cliffs NJ 1977, ISBN 0-13-509364-3, S. 91–99.
- mit G. William Walster: A new look at love. Addison-Wesley, Reading MA u. a. 1978, ISBN 0-201-08350-7.
- mit Sue Sprecher, Jane Traupmann: Men’s and women’s reactions to sexually expilicit films: A serendipitous finding. In: Archives of Sexual Behavior. Band 7, Nummer 6, 1978, S. 583–592, doi:10.1007/BF01541924.
- mit John P. Houston, Helen Bee, David C. Rimm: Invitation to Psychology. Academic Press, New York NY u. a. 1979, ISBN 0-12-356860-9.
- mit William Austin: Equity-Theorie, Macht und soziale Gerechtigkeit. In: Gerold Mikula (Hrsg.): Gerechtigkeit und soziale Interaktion. Experimentelle und theoretische Beiträge aus der psychologischen Forschung. Huber, Bern u. a.  1980, ISBN 3-456-80707-4, S. 25–68.
- als Herausgeberin mit Robert W. Fogel, Sara B. Kiesler, Ethel Shanas: Aging. Stability and Change in the Family. Academic Press, New York NY u. a. 1981, ISBN 0-12-040023-5.
- What do women and men want from love and sex? In: Elizabeth Rice Allgeier, Naomi B. McCormick (Hrsg.): Changing boundaries. Gender roles and sexual behavior. Mayfield, Palo Alto CA 1983, ISBN 0-87484-536-X, S. 107–134.
- mit William Griffitt: Human sexual behavior. Scott, Foresman, Glenview IL u. a. 1985, ISBN 0-673-15057-7.
- mit Sue Sprecher Mirror, mirror … The importance of looks in everyday life. State University of New York Press, Albany NY 1986, ISBN 0-88706-123-0.
- mit Richard L. Rapson: Gender differences in love and intimacy: The fantasy vs. the reality. In: Wendell Ricketts, Harvey L. Gochros (Hrsg.): Intimate relationships: some social work perspectives on love (= Journal of Social Work & Human Sexuality Series. Band 5, Nummer 2). Haworth Press, New York NY u. a. 1987, ISBN 0-86656-712-7, S. 15–26.
- Passionate and companionate love. In: Robert J. Sternberg, Michael L. Barnes (Hrsg.): The psychology of love. Yale University Press, New Haven CT u. a. 1988, ISBN 0-300-03950-6, S. 191–217.
- mit Russell D. Clark: Gender Differences in Receptivity to Sexual Offers. In: Journal of Psychology and Human Sexuality. Band 2, Nummer 1, 1989, S. 39–55, doi:10.1300/J056v02n01_04.
- mit Richard L. Rapson: Love, sex, and intimacy. Their psychology, biology, and history. HarperCollins College Publishers, New York NY 1993, ISBN 0-06-500702-6.
- mit John T. Cacioppo, Richard L. Rapson: Emotional contagion (= Studies in emotion and social interaction). Cambridge University Press u. a., Cambridge u. a. 1994, ISBN 0-521-44948-0 (englisch).
- mit Richard L. Rapson: Love and sex. Cross-cultural perspectives. Allyn and Bacon, Boston MA u. a. 1996, ISBN 0-205-16103-0.
- mit Richard L. Rapson: Passionate love, sexual desire, and mate selection: Evolutionary and cross-cultural perspectives. In: Patricia Noller, Judith A. Feeney (Hrsg.): Close Relationships. Functions, forms and processes. Psychology Press, New York NY u. a. 2006, ISBN 1-84169-427-4, S. 227–243.